# Fajszal Ben Áhmed
Faysal Ben Ahmed (1973. március 7. –) tunéziai labdarúgó-középpályás.